# Toto (компания)
Toto Ltd. (яп. TOTO株式会社 Тото: кабусики-гайся) или TOTO — японский транснациональный производитель унитазов, известный по выпуску «вошлетов» — крышек для унитаза с биде и множеством других функций. Компания Toto была основана в 1917 году и базируется в Китакюсю, Япония, и владеет производственными мощностями в девяти странах.
Toto приобрела немецкого производителя унитазов Pagette в 2009 году и поставляет продукцию на европейский рынок через эту компанию с момента её первого появления на Международной выставке сантехники и отопления в 2009 году. С 2012 года европейская штаб-квартира компании находится в Дюссельдорфе.

## Вошлет

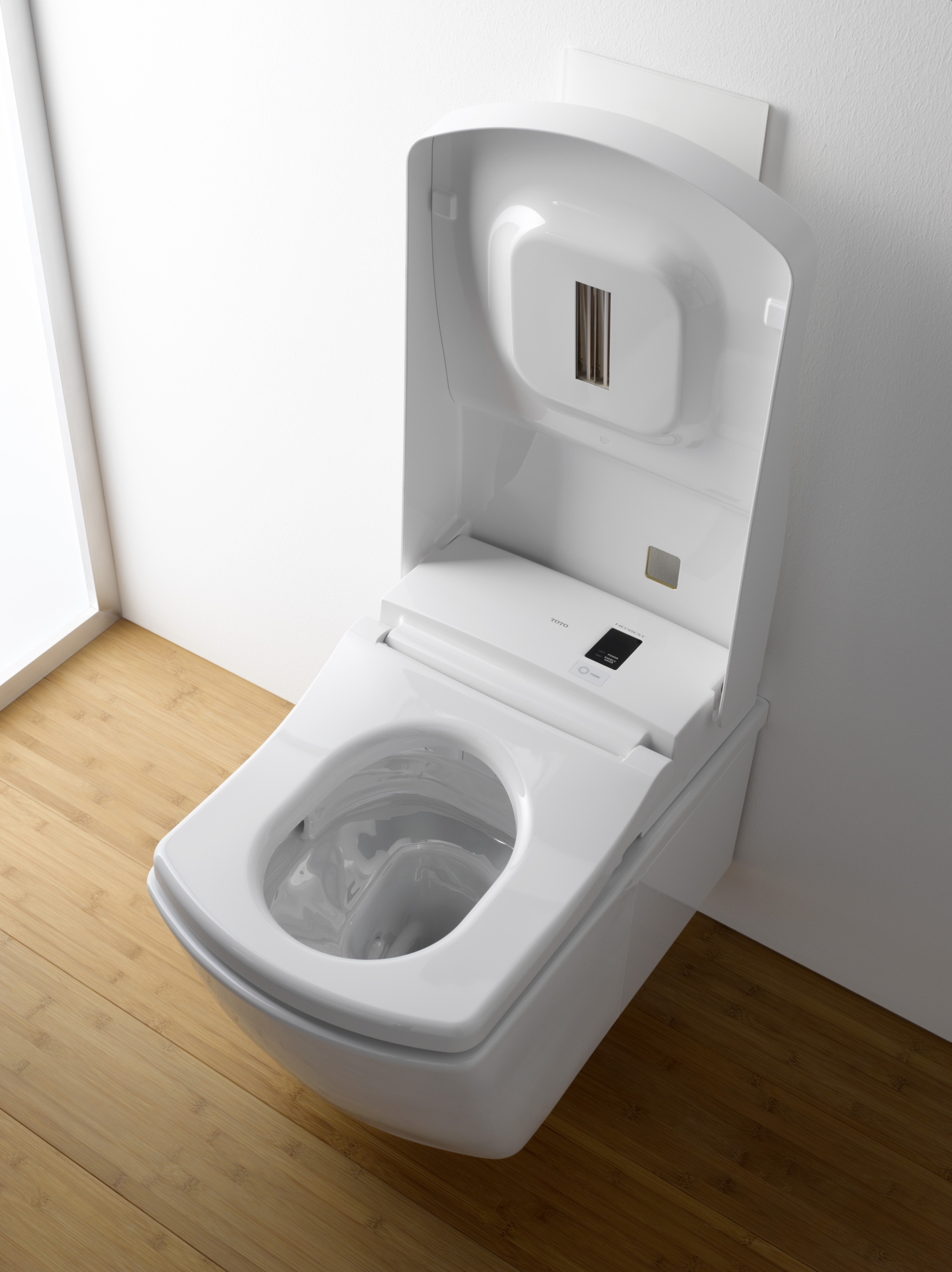
Вошлет Toto, модель 2013 года

Вошлет — это сиденье для унитаза, оснащенное встроенным биде. Функция биде активируется нажатием кнопки на сиденье или с помощью пульта дистанционного управления. Небольшой жезл выдвигается из задней части ободка и начинает подавать струю воды на спину пользователя. Различные модели вошлетов оснащены такими функциями, как освежители воздуха, подогрев сидений и сушилки.
В октябре 2005 года компания Toto выпустила другие улучшения, включающие спящий режим для экономии энергии, пульт дистанционного управления и вошлет, который может воспроизводить аудиофайлы в формате MP3. Во время своего визита в Японию в 2005 году поп-певица Мадонна отметила, что «соскучилась по теплым японским унитазам».
По состоянию на январь 2022 года Toto было продано более 60 миллионов единиц вошлетов.